# Aname grandis
Aname grandis es una especie de araña del género Aname, familia Nemesiidae. Fue descrita científicamente por Rainbow & Pulleine en 1918.
Se distribuye por Australia. El caparazón de la hembra holotipo mide 12,5 mm de largo por 11,3 mm y el abdomen 18,1 mm de largo por 12,3 mm.